# Takaroa
Takaroa (andere Namen: Taaroa, Tiokea, alter Name: Sondergrond Eyland, Het Schadelijk Eyland) ist ein Atoll das geografisch zum Tuamotu-Archipel, genauer zur Untergruppe der König-Georg-Inseln (Îles du Roi Georges) gezählt wird. Politisch gehört es zu Französisch-Polynesien. Die nächstgelegene Insel, rund 10 km Richtung Südwesten, ist das ebenfalls bewohnte, kleinere Takapoto.

## Geografie
Takaroa und die Nachbarinsel Takapoto liegen auf einem 2.780 m hohen unterseeischen Berg, der aus einem Hot Spot der Pazifischen Platte entstanden ist und zum „Tuamotu Seamount Trail“ gehört. Der Gipfel hat sich durch tektonische Prozesse abgesenkt und ragt heute nicht mehr über den Meeresspiegel hinaus. Von dem Atoll ist lediglich der dichte Kranz von zahlreichen Koralleninselchen (Motu) verblieben. Das Atoll ist von länglich-ovaler Form und 27,4 km lang und 7 km breit. In der 90 km² großen Lagune liegen mehrere gefährliche Korallenriffe. Die Lagune hat im Westen lediglich eine schmale, etwa 3 m tiefe und nur mit kleinen Booten befahrbare Passage (Passe Tauonae) zum Pazifischen Ozean. Zwischen den Motu liegen zahlreiche flache Tidenkanäle (Hoa), die dem Wasseraustausch mit dem offenen Meer dienen.
In einer Studie wurden die Flächen der einzelnen Motu 1969 und 2013 verglichen. Dabei wurden 76 Motu gezählt, mit einer Gesamtfläche von 1588,18 Hektar (rund 16 km²) im Jahr 2013, von denen eine allerdings nur noch mit der Fläche 0,00 Hektar aufgeführt wurde. Nur die Hauptinsel Teavaroa war namentlich aufgeführt, die übrigen Motu waren nummeriert. Die größte Insel im Nordosten war mit einer Fläche von 514,51 Hektar (rund 5 km²) ausgewiesen. Eine aktuellere Quelle aus dem Jahr 2016 gibt die Gesamtfläche aller 76 Inseln mit 20 km² an.

### Klima
Das Klima ist tropisch-feucht. Die Temperatur ist über das Jahr relativ gleichbleibend mit einer recht hohen Durchschnittstemperatur von 27,1 °C, die jedoch wegen der ständig wehenden Winde meist nicht als unangenehm empfunden wird. Die Jahresregenmenge beträgt im Durchschnitt 1574 mm (zum Vergleich: Köln rund 800 mm). Die regenreichsten Monate sind November bis Februar, die (südlichen) Wintermonate sind etwas trockener.
Auf Takaroa befindet sich eine Wetter- und Erdbebenstation von Météo-France.

### Flora
Der poröse Kalksteinboden der niedrigen Inseln des Südpazifiks, in dem das Regenwasser schnell versickert, lässt nur eine relativ artenarme Vegetation zu. Auf Takaroa wächst hauptsächlich der Busch Pemphis acidula (polynesisch: miki-miki), eine salztolerante Pflanze mit einem sehr harten rötlichen Holz, die ausgedehnte Wurzelsysteme bildet. Weitere häufig vorkommende, indigene Pflanzen sind Strandwinden, Pandanus und Pisonia grandis.
Die Kokospalme war, wie Jacques-Antoine Moerenhout berichtet, noch in der ersten Hälfte des 19. Jahrhunderts relativ selten. Er vermutete, dass dies auf eine systematische Zerstörung in den verheerenden Stammeskriegen mit der Nachbarinsel Anaa zurückzuführen sei. Mittlerweile haben sich die Bestände erholt und die Kokospalme wird in ausgedehnten Hainen für die Kopra-Produktion angepflanzt. Weitere Nutzpflanzen sind Taro, Yams, Süßkartoffeln und Bananen.

### Fauna
Auch die Landfauna ist relativ artenarm. Sie beschränkt sich auf Insekten, Eidechsen, einige wenige Spinnenarten sowie Land- und Seevögel. Umso artenreicher ist das Korallenriff, insbesondere die Regionen um die Tidenkanäle, durch die während der Gezeitenwechsel Nahrung in die Lagune gespült wird.

## Politik und Verwaltung
Politisch gehört die Insel zum französischen Überseeland (Pays d'outre-mer – POM) Französisch-Polynesien und ist damit der EU angegliedert. Sie wird durch eine Unterabteilung (Subdivision administrative des Îles Tuamotu-Gambier) des Hochkommissariats von Französisch-Polynesien (Haut-commissariat de la République en Polynésie française) mit Sitz in Papeete verwaltet. Zusammen mit dem benachbarten Takapoto und dem unbewohnten Tikei bildet die Insel die politische Gemeinde Takaroa-Takapoto (Commune de Takaroa-Takapoto) mit insgesamt 1577 Einwohnern, von denen 1105 auf Takaroa selbst entfallen. Die Mehrzahl der Bewohner sind Mormonen. Ihre Kirche wurde bereits 1891 gebaut. Amtssprache ist Französisch. Währung ist (noch) der an den Euro gebundene CFP-Franc. Einziger Ort ist Teavaroa auf einem Motu im Nordosten des Atolls, in dem fast alle Einwohner wohnen. Auf einigen weiteren Motus liegen einzelne, bewohnte Perlenfarmen.

## Infrastruktur
Der 1986 eröffnete regionale Flugplatz Takaroa (IATA-Code: TKX, ICAO-Code: NTKR) mit einer 1000 m langen Asphaltlandebahn liegt ca. 2,5 km entfernt auf einem Motu im Nordwesten des Dorfes. Der Flugplatz wird nur von Air Tahiti mit kleinen Propellermaschinen von Papeete aus bedient.
Takaroa hat keinen Hafen. Die Güter des einmal im Monat verkehrenden Versorgungsschiffes von Tahiti werden auf Reede mit kleinen Booten entladen.
Die Insel hat keine durchgehende Straße, einige der Motus sind mit einer nur teilweise befestigten Piste verbunden. Die Tidenkanäle werden nur an wenigen Stellen von Betonstegen überquert, die meisten müssen durchfahren oder durchwatet werden.
Takaroa hat keine zentrale Frischwasserversorgung, die Haushalte sind auf Regenwasserzisternen angewiesen. Allerdings hat auch hier die moderne Technik bereits Einzug gehalten, an den meisten Häusern befinden sich Parabolantennen und Solarzellen für den Betrieb der Satelliten-TV-Geräte.
Der wichtigste Wirtschaftszweig ist mittlerweile die Zucht schwarzer Perlen. In der Lagune sind mehrere privat betriebene Perlenfarmen verankert. In geringem Umfang wird auch Kopra exportiert. Der Tourismus spielt bisher kaum eine Rolle, die Infrastruktur ist den Bedürfnissen des Tourismus nur wenig angepasst. Es gibt keine Hotels, lediglich Familienpensionen mit bescheidenem Komfort, keine Restaurants und Bars.

## Geschichte
Takaroa ist auf den Tuamotu-Inseln der Name eines übel gesinnten Gottes, Sohn von Te-tumu und Te-papa, der den Himmel in Brand setzte, um alles zu zerstören. Außerdem war die Insel angeblich Heimat von Moeava, einem großen Krieger und mutigen Seefahrer, dem heute noch in zahlreichen Sagen und Liedern verehrten mythischen Helden des Tuamotu-Archipels.
Heute noch erzählt man sich die Geschichte vom hässlichen Maui und seinem schönen Bruder Kuri. Maui heiratete die liebreizende Hina, doch die fühlte sich mehr zu Kuri hingezogen. Als Maui die beiden eines Tages in flagranti ertappte, verwandelte er seinen Bruder in einen Hund. Hina rief in ihrer Trauer ihren Bruder, einen zauberkräftigen Vogel, zu Hilfe und bat ihn, sie zu einem weit entfernten Ort zu bringen, an dem sie mit ihrem Geliebten vor Mauis Zauberkräften sicher sei. Hinas Bruder sandte beide zum Mond. Bei Vollmond kann man die Liebenden auf der Mondscheibe sehen.
Die reichhaltige Mythologie und die steinernen Überreste von einst 19 Zeremonialstätten, die der amerikanischen Anthropologe Kenneth P. Emory in den 1930er Jahren registrierte, deuten auf eine dichte und bedeutende Besiedlung durch polynesische Ureinwohner hin. Noch recht gut erhalten ist der Marae Mahina-i-te-ata, eine 10 × 7 m messende, rechteckige Zeremonialanlage im Nordosten der Insel. Heute sind in dem niedrigen Bewuchs des Areales noch Teile der aus Korallenblöcken erbauten Umfassungsmauer und ein fast 2 m hoher Orthostat sichtbar. Eine ausführliche archäologische Untersuchung der Baudenkmäler sowie eine Datierung steht noch aus. An der Mündung der Passe Tauonae in die Lagune gibt es noch eine Fischfalle unbekannten Alters der polynesischen Ureinwohner.
Für Europa entdeckt wurde das Atoll am 14. April 1616 von den Niederländern Jacob Le Maire und Willem Cornelisz Schouten. Sie gaben ihm den Namen „Sondergrond“.
Der nächste europäische Besucher Takaroas war der Holländer Jakob Roggeveen, der sich mit drei Schiffen im Auftrag der Westindischen Handelsgesellschaft auf die Suche nach dem sagenhaften Südkontinent gemacht hatte. Sein Begleitschiff Africaansche Galey lief in der Nacht zum 19. Mai 1722 auf ein Riff und musste aufgegeben werden. Bei der Havarie ertrank ein Matrose. Allerdings nutzten fünf Besatzungsmitglieder die Gelegenheit, um zu desertieren. Sie verbargen sich im dichten Buschwerk und wurden zurückgelassen.
James Cook erreichte die Insel mit der Resolution während seiner zweiten Reise in den Pazifik am 18. April 1774. Er sandte zwei Boote mit bewaffneten Männern unter dem Kommando von Leutnant Robert Cooper ans Ufer, um, wie er in seinem Logbuch schreibt, „Mr. Forster Gelegenheit zu geben, einige Pflanzen zu sammeln.“ Die Boote wurden von mehreren mit Speeren bewaffneten Polynesiern am Strand erwartet, zu denen sich binnen kurzer Zeit weitere 40 bis 50 Krieger gesellten. Als die Lage gefährlich zu werden drohte, ordnete Cook an, zwei oder drei Warnschüsse mit den Kanonen abzugeben und die Mannschaften zurückzubeordern. Die Landungsgruppe hatte dennoch mit den Insulanern handeln können, denn sie brachte fünf Hunde und zwei Dutzend Kokosnüsse zur Resolution zurück im Tausch gegen einige Kochbananen (englisch plantain), die auf Takaroa unbekannt zu sein schienen.
Die Whitney South Sea Expedition des American Museum of Natural History, deren vorrangiges Ziel das Sammeln von Vogelpräparaten auf verschiedenen pazifischen Inseln war, besuchte Takaroa und Takapoto sowie weitere benachbarte Atolle im Februar–März 1923. Die Wissenschaftler sammelten botanische Präparate und registrierten die vorkommenden Korallenarten sowie die übrige Fauna des Riffes.

## Sehenswürdigkeiten
- Am Außenriff liegen zwei gestrandete Schiffswracks, ein Küstenmotorschiff und ein großes Segelschiff. Das interessanteste Wrack ist das Segelschiff Country of Roxburg, eine Viermastbark mit eisernem Rumpf, gebaut 1886 in Glasgow. Die Bark ist während der Fahrt von Chile nach Australien am 8. Februar 1906 während eines Zyklones gestrandet. Das Wrack diente als Kulisse für den französischen Abenteuerfilm Le reflux von 1962, Regie Paul Gégauff, mit Roger Vadim, Michel Subor, Franco Fabrizi und Serge Marquand in den Hauptrollen. Catherine Deneuve musste die ihr zugedachte weibliche Hauptrolle wegen einer Erkrankung aufgeben. Der Film, der auf dem Roman Ebb Tide (Die Ebbe) von Robert Louis Stevenson beruht, gelangte wegen Problemen mit dem Urheberrecht nicht in die Kinos.[13]

- Nahe der Passage zur Lagune steht die Ruine eines alten, aus Korallenbrocken aufgemauerten Leuchtturmes.

- Von der Africaansche Galey sind noch zwei rostige Kanonen erhalten. Die Gräber der anlässlich der Havarie desertierten fünf holländischen Matrosen, die bei den Inselbewohnern freundliche Aufnahme fanden, kann man heute noch auf dem Friedhof sehen.